# Osamu Tezuka
Osamu Tezuka (手塚 治虫) (3. studenog 1928. – 9. veljače 1989.) bio je japanski crtač stripova (mangaka) i animiranih filmova, te producent i aktivist. Napokon, bio je i liječnik, ali samo na papiru. Podrijetlom iz prefekture Osaka, proslavio se kao tvorac manga Astro Boy, Kimba i Black Jack. Poznat kao "djed animea", može se smatrati japanskim pandanom Walta Disneyja, koji mu je bio nadahnuće u mladosti. Njegova velika umjetnička plodnost, originalni stil i maštovito poigravanje žanrovima priskrbili su mu naslove "oca mange" i "boga stripova".

## Karijera
Tezuka je počeo crtati stripove u drugom razredu osnovne škole. U petom razredu pronašao je kukca "osamuši". Kako se taj naziv piše slično njegovu imenu, uzeo je "Osamuši" kao svoj pseudonim. Nakon Drugog svjetskog rata, sa 17 godina, stvorio je svoje prvo djelo Dnevnik Ma-chana i Shin Takarajima (Novi otok s blagom), kojim je započelo zlatno doba mange, usporedivo s procvatom američkih stripova u isto vrijeme.
"Velike oči" po kojima je poznat japanski stil animacije izmislio je upravo Tezuka, koji se nadahnuo crtićima tog doba, kao što su Betty Boop i Disneyjevi Bambi i Miki Maus. Koliko je bio radišan vidi se po tome što Sabrane mange Osamua Tezuke (手塚治虫漫画全集, objavljene u Japanu) imaju 400 svezaka s ukupno 80.000 stranica, a čak ni to nije sveobuhvatni popis. Naime, njegov kompletni opus sadrži više od 700 manga s više od 150.000 stranica.
Svoje prve profesionalne mange nacrtao je kao student medicine. Premda je diplomirao medicinu u Osaki, liječničko je znanje koristio isključivo kao materijal za mangu, prvenstveno Black Jack.
Osim manga spomenutih u uvodu, Tezuka se prvenstveno pamti po fantaziji Kraljevna-vitez, sagi Adolf o Drugom svjetskom ratu i mangi Buddha, koja priča o životu osnivača budizma. Njegovo je životno djelo povijesno-fantastični ep Feniks, koji je započeo 1950-ih i crtao do smrti.
Tezuka je vodio vlastiti studio za animaciju, "Mushi Production", koji je uveo animaciju na japansku televiziju.
Umro je od raka želuca u Tokiju, otprilike mjesec dana nakon cara Hirohita. Njegove su posljednje riječi bile: "Molim vas, pustite me da radim!"
Grad Takarazuka, Hyōgo, gdje je Tezuka odrastao, ima muzej u njegovu čast. Za života je dobio bezbroj nagrada za pojedinačne mange i životno djelo (npr. "Kodansha", "Shogakukan", a posmrtno i američki "Eisner"). Marke s njegovim likom izdane su 1997. 
Utjecao je na bezbrojne crtače i animatore, od kojih su možda najslavniji Hayao Miyazaki (Princeza Mononoke), Akira Toriyama (Zmajeve kugle), Rumiko Takahashi (Ranma 1/2, Urusei Yatsura i Inuyasha), Yoshihiro Togashi (Yu Yu Hakusho i Hunter X Hunter), Naoko Takeuchi (Mjesečeva Ratnica), Masami Kurumada (Saint Seiya), Monkey Punch (Lupin III), Tetsuo Hara (Fist Of The North Star), Go Nagai (Devilman, Mazinger i Cutie Honey) i Capcom (Street Fighter).

## Izabrane mange i anime
- Jungle Taitei (Kralj džungle), 1950–54. U svijetu poznat kao Kimba, bijeli lav, ovo je bio njegov prvi veliki serijal. Manga prati pustolovine bijelog lava Lea koji želi postati kralj džungle umjesto oca kojeg je ubio lovac. Po njoj je nastao prvi anime u boji, Tezukin Mushi Productions je zajedno s NBC Enterprises 1965. napravio anime-seriju od 52 epizode koja se u općim crtama zasniva na mangi.[11] Uslijedio je nastavak od 26 epizoda, koji je izradio samo Mushi Productions. Dugometražni animirani film zasnovan na drugoj polovici Tezukine mange izašao je 1997.

- Tetsuwan ATOM (u Americi preveden kao Astro Boy), 1952–68. Astro Boy, dječak-robot koji radi na atomski pogon i želi mir u svijetu, vjerojatno je Tezukino najslavnije čedo. Anime stvoren po mangi bio je prvi domaći animirani program na japanskoj televiziji. Tjedne epizode od 30 minuta (ukupno 193) izazvale su pravu pomamu za animacijom u Japanu.[12]

- Black Jack, 1973–83. Black Jack je daroviti kirurg koji radi ilegalno, koristeći gotovo nadnaravne vještine da pobijedi rijetke i neobične bolesti.

- Metropolis, 1949. Jedan od Tezukinih ranih radova u žanru znanstvene fantastike. Privatni detektiv Higeoyaji brine se za androginog robota Mitchy nakon što je robotov tvorac ubijen. 2001. snimljen je istoimeni anime koji povezuje Tezukinu mangu i film Fritza Langa.

- Ribon no Kishi (Kraljevna-vitez), 1953–56. Pustolovna drama o kraljevni Sapphire, koja se mora pretvarati da je dječak - i čije tijelo zbilja ima dvije ljudske duše, dušu dječaka i dušu djevojčice. Ta je serija utemeljila mnoge teme i stilove mange shōjo (za djevojčice), kao što je sklonost androginim junacima.[13]

- Hi no Tori (Feniks), 1956–89. Tezukino najdublje i najambicioznije djelo bavi se čovjekovom potragom za besmrtnošću, a seže od drevne prošlosti do daleke budućnosti. Središnji je lik Feniks, utjelovljenje kozmosa, a u sebi nosi moć besmrtnosti koju daje ili oduzima svojom krvlju. Kroz seriju se stalno reinkarniraju isti likovi. Tezuka je umro 1989. i ostavio djelo nedovršeno.

- Buddha, 1972–83. To je Tezukin jedinstven i živopisan prikaz života Gautame Buddhe, osnivača budizma.

## Vanjske poveznice
- Osamu Tezuka na Internet Movie Databaseu
- TezukaOsamu.net Službena stranica na japanskom i engleskom
- Tezuka na engleskom - djela, likovi, bibliografija
- Osamu Tezuka  Arhivirana inačica izvorne stranice od 17. veljače 2006. (Wayback Machine) na Anime.com
- Tezuka Osamu Manga Museum  Arhivirana inačica izvorne stranice od 16. srpnja 2011. (Wayback Machine) Engleska stranica s informacijama na TezukaOsamu.net